# Records de Croatie d'athlétisme

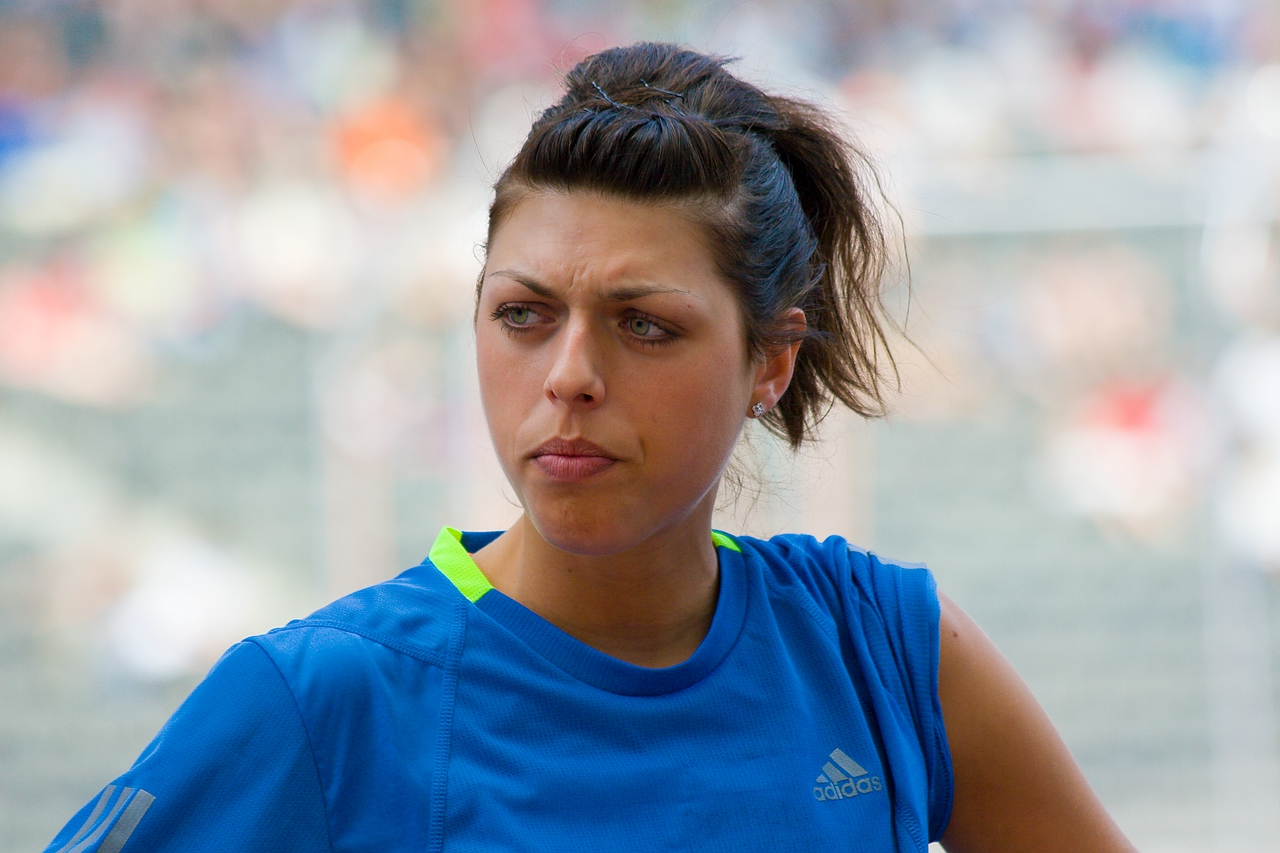
Blanka Vlašić, détentrice du record de Croatie du saut en hauteur.

Les records de Croatie d'athlétisme sont les meilleures performances réalisées par des athlètes croates et homologuées par la Fédération croate d'athlétisme.

## Plein air

### Hommes
| Épreuve                      | Record | Athlète                                                                           | Date              | Compétition                                 | Lieu         | Réf.   |
| ---------------------------- | --- | --------------------------------------------------------------------------------- | ----------------- | ------------------------------------------- | ------------ | ------ |
| 100 m                        | 10 s 20 (+1,5 m/s) | Dario Horvat                                                                      | 11 mai 2013       | Azusa Pacific Last Chance Qualifier         | Azusa        | [ 1 ]  |
| 200 m                        | 20 s 67 -(0,6 m/s) | Roko Farkaš                                                                       | 8 septembre 2023  | Mémorial Hanžeković                         | Zagreb       | [ 2 ]  |
| 400 m                        | 45 s 64 | Željko Knapić                                                                     | 19 septembre 1981 | Championnats des Balkans                    | Sarajevo     |        |
| 800 m                        | 1 min 44 s 07 | Luciano Sušanj                                                                    | 4 septembre 1974  | Championnats d'Europe                       | Rome         |        |
| 1 500 m                      | 3 min 33 s 30 | Branko Zorko                                                                      | 8 août 1998       | Herculis                                    | Monaco       |        |
| Mile                         | 3 min 52 s 64 | Branko Zorko                                                                      | 5 août 1998       | DN Galan                                    | Stockholm    |        |
| 3 000 m                      | 7 min 48 s 50 | Dino Bošnjak                                                                      | 10 septembre 2023 | Mémorial Hanžeković                         | Zagreb       | [ 3 ]  |
| 5 000 m                      | 13 min 37 s 76 | Dalibor Balgač                                                                    | 19 avril 2003     | Mt. SAC Relays                              | Walnut       |        |
| 10 000 m                     | 28 min 24 s 32 | Slavko Petrović                                                                   | 2 avril 2005      | Coupe d'Europe du 10 000 mètres             | Barakaldo    |        |
| 10 km (route)                | 29 min 1 s | Tomislav Novosel                                                                  | 2 novembre 2024   | Championnats de Croatie de course sur route | Zaprešić     |        |
| Semi-marathon                | 1 h 3 min 47 s | Drago Paripović                                                                   | 24 septembre 1993 |                                             | Lac de Garde |        |
| Marathon                     | 2 h 17 min 5 s | Drago Paripović                                                                   | 29 mars 1992      |                                             | Bologne      |        |
| 110 mètres haies             | 13 s 54 (+1,9 m/s) | Jurica Grabušić                                                                   | 20 juillet 2003   | Championnats d'Europe espoirs               | Bydgoszcz    |        |
| 400 m haies                  | 49 s 88 | Darko Juričić                                                                     | 18 août 1998      | Championnats d'Europe                       | Budapest     | [ 4 ]  |
| 3 000 m steeple              | 8 min 40 s 1 | Slobodan Crnokrak                                                                 | 31 mai 1987       |                                             | Karlovac     |        |
| Saut en hauteur              | 2,28 m | Novica Čanović                                                                    | 6 juillet 1985    |                                             | Split        |        |
| Saut à la perche             | 5,71 m | Ivan Horvat                                                                       | 29 juillet 2018   | Championnats de Croatie                     | Zagreb       | [ 5 ]  |
| Saut en longueur             | 8,35 m (+1,5 m/s) | Filip Pravdica                                                                    | 11 mai 2024       | Mémorial Matic Šušteršič                    | Kranj        | [ 6 ]  |
| Triple saut                  | 17,11 m (−0,1 m/s) | Đorđe Kožul                                                                       | 28 juin 1987      | Coupe d'Europe Finale B                     | Göteborg     |        |
| Lancer du poids              | 21,94 m | Filip Mihaljević                                                                  | 5 juillet 2021    | Championnats de Croatie                     | Karlovac     | [ 7 ]  |
| Lancer du disque             | 67,92 m | Martin Marić                                                                      | 17 mai 2014       |                                             | Chula Vista  | [ 8 ]  |
| Lancer du marteau            | 80,41 m | András Haklits                                                                    | 29 mai 2005       |                                             | Marietta     |        |
| Lancer du javelot            | 82,70 m | Ivan Mustapić                                                                     | 25 juillet 1992   |                                             | Zagreb       |        |
| Décathlon                    | 7 838 pts | Trpimir Široki                                                                    | 24 mars 2022      | Texas Relays                                | Austin       | [ 9 ]  |
| Décathlon                    | 11 s 06 (+0,6 m/s) (100 m), 7,59 m (+1,2 m/s) (longueur), 13,37 m (poids), 2,11 m (hauteur), 51 s 01 (400 m) / 14 s 32 (-3,1 m/s) (110 m haies), 38,70 m (disque), 4,90 m (perche), 53,77 m (javelot), 4 min 57 s 93 (1 500 m) |                                                                                   |                   |                                             |              |        |
| 20 kilomètres marche (route) | 1 h 28 min 5 s | Bruno Erent                                                                       | 5 octobre 2024    | Championnats de Croatie de marche           | Zagreb       | [ 10 ] |
| 35 km marche (route)         | 2 h 45 min 15 s | Bruno Erent                                                                       | 22 janvier 2022   |                                             | Antalya      | [ 11 ] |
| 50 km marche (route)         | 4 h 05 min 02 s | Bruno Erent                                                                       | 23 mars 2019      | Dudinska 50                                 | Dudince      | [ 12 ] |
| Relais 4 × 100 mètres        | 39 s 76 | Équipe nationale Slaven Krajačić Vjekoslav Oršolić Dejan Vojnović Tihomir Buinjac | 29 juillet 2000   |                                             | Zagreb       |        |
| Relais 4 × 400 mètres        | 3 min 5 s 42 | Équipe nationale Elvis Peršić Nino Habun Frano Bakarić Darko Juričić              | 25 juillet 2000   |                                             | Ljubljana    |        |

### Femmes
| Épreuve                      | Record | Athlète                                                                      | Date             | Compétition                                 | Lieu       | Réf.   |
| ---------------------------- | --- | ---------------------------------------------------------------------------- | ---------------- | ------------------------------------------- | ---------- | ------ |
| 100 m                        | 11 s 30 (+1,1 m/s) | Andrea Ivančević                                                             | 25 juillet 2015  | Championnats de Croatie                     | Varaždin   | [ 13 ] |
| 200 m                        | 23 s 14 | Jelica Pavličić                                                              | 3 août 1974      |                                             | Sofia      |        |
| 400 m                        | 50 s 78 | Danijela Grgić                                                               | 17 août 2006     | Championnats du monde juniors               | Pékin      | [ 14 ] |
| 800 m                        | 1 min 56 s 51 | Slobodanka Čolović                                                           | 17 juin 1987     |                                             | Belgrade   |        |
| 1 500 m                      | 4 min 09 s 14 | Slobodanka Čolović                                                           | 21 juillet 1987  |                                             | Celje      |        |
| 3 000 m                      | 9 min 7 s 60 | Bojana Bjeljac                                                               | 8 juillet 2023   | Championnats de Croatie                     | Karlovac   | [ 15 ] |
| 5 000 m                      | 15 min 43 s 73 | Bojana Bjeljac                                                               | 29 mai 2019      | Mittsommerlauf                              | Ratisbonne | [ 16 ] |
| 10 000 m                     | 32 min 28 s 67 | Bojana Bjeljac                                                               | 20 mai 2023      | Night of the 10,000m                        | Londres    | [ 17 ] |
| 10 km                        | 31 min 54 s | Matea Parlov Koštro                                                          | 30 juillet 2022  |                                             | Berlin     |        |
| Semi-marathon                | 1 h 9 min 16 s | Lisa Stublić                                                                 | 16 novembre 2014 |                                             | Zagreb     |        |
| Marathon                     | 2 h 23 min 39 s | Bojana Bjeljac                                                               | 4 décembre 2022  | Marathon de Valence                         | Valence    | [ 18 ] |
| 100 mètres haies             | 12 s 85 (+0,1 m/s) | Andrea Ivančević                                                             | 4 septembre 2018 |                                             | Zagreb     | [ 19 ] |
| 400 m haies                  | 56 s 28 | Nikolina Horvat                                                              | 5 juillet 2008   |                                             | Villach    |        |
| 3 000 m steeple              | 10 min 02 s 20 | Kristina Hendel                                                              | 26 mai 2018      |                                             | Oordegem   | [ 20 ] |
| Saut en hauteur              | 2,08 m | Blanka Vlašić                                                                | 31 août 2009     | Mémorial Hanžeković                         | Zagreb     | [ 21 ] |
| Saut à la perche             | 4,26 m | Elija Valentić                                                               | 5 juin 2021      | Championnats de Croatie                     | Karlovac   | [ 22 ] |
| Saut en longueur             | 6,68 m (+1,0 m/s) | Silvija Mrakovčić                                                            | 24 juin 1990     |                                             | Belgrade   |        |
| Triple saut                  | 13,71 m (+1,4 m/s) | Silvija Mrakovčić                                                            | 21 mai 1995      |                                             | Ljubljana  |        |
| Lancer du poids              | 17,52 m | Valentina Muzarić                                                            | 25 mai 2013      |                                             | Greensboro | [ 23 ] |
| Lancer du disque             | 71,41 m | Sandra Perković                                                              | 18 juillet 2017  | Gala dei Castelli                           | Bellinzone | [ 24 ] |
| Lancer du marteau            | 75,08 m | Ivana Brkljačić                                                              | 27 juin 2007     | Mémorial Janusz-Kusociński                  | Varsovie   |        |
| Lancer du javelot            | 68,43 m | Sara Kolak                                                                   | 6 juillet 2017   | Athletissima 2017                           | Lausanne   | [ 25 ] |
| Heptathlon                   | 6 293 pts | Jana Koščak                                                                  | 28 mai 2023      | Hypo-Meeting                                | Götzis     | [ 26 ] |
| Heptathlon                   | 13 s 26 (+1,2 m/s) (100 m haies), 1,92 m (hauteur), 12,42 m (poids), 24 s 13 (+0,9 m/s) (200 m) / 6,24 m (+1,3 m/s) (longueur), 41,03 m (javelot), 2 min 21 s 20 (800 m) |                                                                              |                  |                                             |            |        |
| 20 kilomètres marche (route) | 1 h 32 min 57 s | Ivana Renić                                                                  | 15 octobre 2022  | Championnats de Croatie de marche           | Zagreb     | [ 27 ] |
| 50 km marche (route)         | 4 h 20 min 17 s | Ivana Renić                                                                  | 23 mars 2019     | Dudinska 50                                 | Dudince    | [ 28 ] |
| Relais 4 × 100 mètres        | 45 s 14 | Équipe nationale Sandra Parlov Anita Banović Marina Banović Andrea Ivančević | 18 juin 2011     | Championnats d'Europe par équipes 1re ligue | Izmir      | [ 29 ] |
| Relais 4 × 400 mètres        | 3 min 34 s 44 | Équipe nationale Sandra Parlov Anita Banović Vanja Perišić Danijela Grgić    | 24 juin 2007     | Coupe d'Europe des nations                  | Zenica     |        |

## Salle

### Hommes
| Discipline       | Performance    | Athlète                                                | Compétition                                            | Lieu           | Date                            |  |
| ---------------- | -------------- | ------------------------------------------------------ | ------------------------------------------------------ | -------------- | ------------------------------- |  |
| 60 m             | 6 s 63         | Dejan Vojnović                                         | Linz Intersport Indoor                                 | Linz           | 7 mars 2003                     |  |
| 200 m            | 21 s 26        | Roko Farkaš                                            |                                                        | Novo Mesto     | 15 janvier 2023                 |  |
| 400 m            | 47 s 39        | Luciano Sušanj                                         | Championnats d'Europe en salle                         | Rotterdam      | 11 mars 1973                    |  |
| 800 m            | 1 min 46 s 40  | Predrag Melnjak                                        |                                                        | Turin          | 10 février 1988                 |  |
| 1 500 m          | 3 min 38 s 05  | Branko Zorko                                           | Sparkassen Cup                                         | Stuttgart      | 2 février 1997                  |  |
| 3 000 m          | 7 min 49 s 29  | Branko Zorko                                           |                                                        | Le Pirée       | 7 mars 1990                     |  |
| 5 000 m          |                |                                                        |                                                        |                |                                 |  |
| 60 m haies       | 7 s 69         | Jurica Grabušić                                        | Zagreb Indoor Meeting Championnats de Croatie en salle | Zagreb         | 30 janvier 2010 27 février 2010 |  |
| Saut en hauteur  | 2,28 m         | Novica Čanović                                         |                                                        | Thessalonique  | 25 février 1986                 |  |
| Saut à la perche | 5,76 m         | Ivan Horvat                                            | Championnats des Balkans en salle                      | Belgrade       | 25 février 2017                 |  |
| Saut en longueur | 8,08 m         | Siniša Ergotić                                         | Budapest Enternet Cup                                  | Budapest       | 8 février 2003                  |  |
| Triple saut      | 16,90 m        | Đorđe Kožul                                            |                                                        | Budapest       | 27 février 1988                 |  |
| Lancer du poids  | 21,84 m        | Filip Mihaljević                                       |                                                        | Belgrade Toruń | 27 février 2020 22 février 2022 |  |
| Heptathlon       | 5 667 points   | Trpimir Široki                                         | Texas Tech Invitational                                | Lubbock        | 29 janvier 2022                 |  |
| 4 × 400 m        | 3 min 12 s 72  | Vito Kovačić Mateo Ružić Marko Orešković Jakov Vuković |                                                        | Zagreb         | 1er février 2023                |  |
| 3 000 m marche   | 12 min 31 s 48 | Bruno Erent                                            |                                                        | Zagreb         | 11 février 2023                 |  |

### Femmes
| Discipline       | Performance    | Athlète                                                  | Compétition                                                          | Lieu            | Date                        |  |
| ---------------- | -------------- | -------------------------------------------------------- | -------------------------------------------------------------------- | --------------- | --------------------------- |  |
| 60 m             | 7 s 29         | Andrea Ivančević                                         | Championnats de Croatie en salle Beograd Serbian Open Indoor Meeting | Rijeka Belgrade | 1er mars 2015 1er mars 2016 |  |
| 200 m            | 24 s 11        | Veronika Drljačić                                        |                                                                      | Zagreb          | 11 février 2023             |  |
| 400 m            | 52 s 47        | Jelica Pavličić                                          | Championnats d'Europe en salle                                       | Munich          | 22 février 1976             |  |
| 800 m            | 1 min 59 s 83  | Slobodanka Čolović                                       |                                                                      | Budapest        | 8 février 1987              |  |
| 1 500 m          | 4 min 17 s 55  | Ljiljana Ćulibrk                                         |                                                                      | Budapest        | 20 janvier 2001             |  |
| 3 000 m          | 8 min 58 s 58  | Bojana Bjeljac                                           |                                                                      | Zagreb          | 4 février 2023              |  |
| 5 000 m          | 15 min 37 s 98 | Bojana Bjeljac                                           |                                                                      | Zagreb          | 18 février 2023             |  |
| 60 m haies       | 7 s 91         | Andrea Ivančević                                         | Championnats du monde en salle                                       | Portland        | 18 mars 2016                |  |
| Saut en hauteur  | 2,06 m         | Blanka Vlašić                                            | Meeting d'Arnstadt                                                   | Arnstadt        | 6 février 2010              |  |
| Saut à la perche | 4,16 m         | Elija Valentić                                           |                                                                      | Mannheim        | 30 janvier 2021             |  |
| Saut en longueur | 6,34 m         | Jana Koščak                                              |                                                                      | Tallinn         | 4 février 2023              |  |
| Triple saut      | 13,55 m        | Paola Borović                                            | Championnats de Croatie en salle                                     | Zagreb          | 2 février 2019              |  |
| Lancer du poids  | 17,89 m        | Valentina Mužarić                                        | Championnats NCAA                                                    | Albuquerque     | 15 mars 2014                |  |
| Pentathlon       | 4 432 pts      | Jana Koščak                                              |                                                                      | Tallinn         | 4 février 2023              |  |
| 4 × 400 m        | 3 min 41 s 80  | Eva Mačković Josipa Cecić Ida Šimunčić Veronika Drljačić |                                                                      | Zagreb          | 1er février 2022            |  |
| 3 000 m marche   | 14 min 07 s 23 | Ivana Renić                                              |                                                                      | Zagreb          | 11 février 2023             |  |